# مدیریت عملکرد شرکتی
مدیریت عملکرد شرکتی، رویکرد مدیریتی است که مجموعه‌ای از فرایندها و ابزارهای تحلیل را در بر می‌گیرد تا اطمینان حاصل شود که فعالیت‌ها و خروجی‌های سازمان با اهداف آن به شیوه‌ای مؤثر و کارآمد همسو هستند. مدیریت عملکرد شرکتی به ابزار و سازوکارهایی اشاره دارد که توسط بنگاه‌های اقتصادی برای اندازه‌گیری عملکرد و تدوین راهبردهای سازمانی از طریق روش‌شناسی، تجزیه و تحلیل داده‌ها، پردازش و گزارش‌دهی تجویز شده برای نظارت و مدیریت عملکرد شرکت استفاده می‌شود. هدف مدیریت عملکرد شرکتی استفاده از داده‌های عملکرد فعلی و تاریخی برای بهبود عملکرد و تصمیم‌گیری آینده است.
به عبارت دیگر، مدیریت عملکرد شرکتی به بنگاه‌ها کمک می‌کند تا از روش‌ها و فرآیندهای اثبات شده و آزمایش شده برای بهبود مدیریت بنگاه اقتصادی خود استفاده کنند. اگرچه مدیریت عملکرد شرکتی به عنوان یک ابزار هوش تجاری و مدیریت راهبردی توصیف می‌شود، مفهوم آن بسیار ساده است. به عنوان مثال، شامل تمام تلاش‌های مشترک، عملکرد موفق و شکست‌های یک شرکت می‌شود. این بدان معنی است که خروجی مدیریت عملکرد شرکتی برای سازمان در حصول اطمینان از حفظ معیارهای کلیدی خود برای بهبود درآمدها و متعاقباً افزایش سود حیاتی است.